# Gyllenbröstad dunbena
Gyllenbröstad dunbena (Eriocnemis mosquera) är en fågel i familjen kolibrier.

## Utseende
Gyllenbröstad dunbena är en rätt stor kolibri. Den är mestadels grön med tydlig guldglans på bröstet och vita duntofsar vid benen. Stjärten, som är lång och kluven, är bronsgrön, ej svartaktig eller blåaktig. Könen är lika.

## Utbredning och systematik
Fågeln förekommer i sydvästra och centrala Anderna i Colombia och nordvästra Ecuador. Den behandlas som monotypisk, det vill säga att den inte delas in i några underarter.

## Levnadssätt
Gyllenbröstad dunbena hittas i höglänta skogar och skogsbryn på mellan 3000 och 3600 meters höjd. Den besöker gärna kolibrimatare.

## Status och hot
Arten har ett stort utbredningsområde, men tros minska i antal, dock inte tillräckligt kraftigt för att den ska betraktas som hotad. Internationella naturvårdsunionen IUCN listar arten som livskraftig (LC).